# غابات المنغروف
غابات المنغروف والتي تسمى أيضًا مستنقعات المنغروف أو المنغروف ، هي أراض رطبة منتجة تحدث في مناطق المد والجزر الساحلية. تنمو غابات المنغروف بشكل رئيسي عند خطوط العرض الاستوائية وشبه الاستوائية لأن غابات المنغروف لا يمكنها تحمل درجات الحرارة المتجمدة. هناك حوالي 80 نوعًا مختلفًا من أشجار المنغروف ، تنمو جميعها في مناطق ذات تربة منخفضة الأكسجين ، حيث تسمح المياه بطيئة الحركة بتراكم الرواسب الدقيقة.
يمكن التعرف على العديد من غابات المنغروف من خلال التشابك الكثيف للجذور الداعمة التي تجعل الأشجار تبدو وكأنها تقف على ركائز متينة فوق الماء. يسمح تشابك الجذور للأشجار بالتعامل مع الارتفاع والانخفاض اليومي للمد والجزر ، مما يعني أن معظم أشجار المنغروف تغمرها المياه مرتين على الأقل يوميًا. تعمل الجذور على إبطاء حركة مياه المد والجزر ، مما يتسبب في استقرار الرواسب خارج الماء وتكوين القاع الموحل. تعمل غابات المنغروف على تثبيت الساحل ، مما يقلل من التآكل الناجم عن هبوب العواصف والتيارات والأمواج والمد والجزر. كما أن نظام الجذر المعقد لأشجار المنغروف يجعل هذه الغابات جذابة للأسماك والكائنات الأخرى التي تبحث عن الغذاء والمأوى من الحيوانات المفترسة.
تعيش غابات المنغروف عند السطح البيني بين الأرض والمحيط والغلاف الجوي ، وهي مراكز لتدفق الطاقة والمادة بين هذه الأنظمة. لقد اجتذبت الكثير من الاهتمام البحثي بسبب الوظائف البيئية المختلفة للنظم البيئية لأشجار المنغروف ، بما في ذلك الجريان السطحي والوقاية من الفيضانات ، وتخزين وإعادة تدوير المغذيات والنفايات ، والزراعة وتحويل الطاقة. الغابات هي أنظمة رئيسية للكربون الأزرق ، وتخزن كميات كبيرة من الكربون في الرواسب البحرية ، وبالتالي تصبح جهات تنظيمية مهمة لتغير المناخ. الكائنات الحية الدقيقة البحرية هي أجزاء رئيسية من هذه النظم البيئية لأشجار المنغروف. ومع ذلك ، لا يزال يتعين اكتشاف الكثير حول كيفية مساهمة ميكروبيومات المنغروف في زيادة إنتاجية النظام البيئي ودورة العناصر بكفاءة.

## ملخص
هناك حوالي 80 نوعًا مختلفًا من أشجار المنغروف. تنمو كل هذه الأشجار في مناطق ذات تربة منخفضة الأكسجين ، حيث تسمح المياه بطيئة الحركة بتراكم الرواسب الدقيقة. تنمو غابات المنغروف فقط عند خطوط العرض الاستوائية وشبه الاستوائية بالقرب من خط الاستواء لأنها لا تستطيع تحمل درجات الحرارة المنخفضة. يمكن التعرف على العديد من غابات المنغروف من خلال التشابك الكثيف للجذور الداعمة التي تجعل الأشجار تبدو وكأنها تقف على ركائز متينة فوق الماء. يسمح تشابك الجذور للأشجار بالتعامل مع الارتفاع والانخفاض اليومي للمد والجزر ، مما يعني أن معظم أشجار المنغروف تغمرها المياه مرتين على الأقل يوميًا. تعمل الجذور على إبطاء حركة مياه المد والجزر ، مما يتسبب في استقرار الرواسب خارج الماء وتكوين القاع الموحل. تعمل غابات المنغروف على تثبيت الساحل ، مما يقلل من التآكل الناجم عن هبوب العواصف والتيارات والأمواج والمد والجزر. يجعل نظام الجذر المعقد لأشجار المنغروف هذه الغابات جذابة للأسماك والكائنات الأخرى التي تبحث عن الطعام والمأوى من الحيوانات المفترسة.

## توزيع

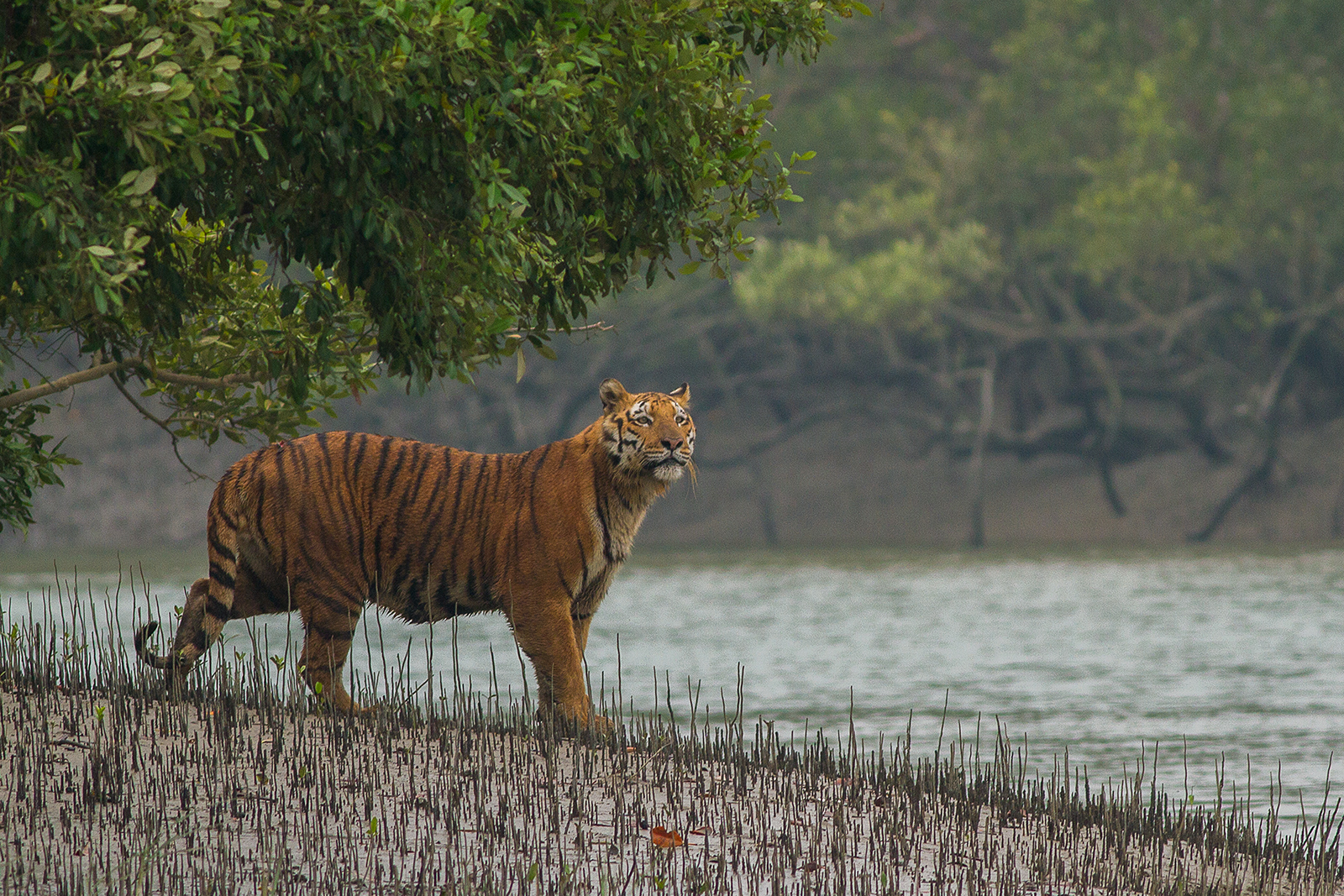
نمر سنداربان.

يوجد في جميع أنحاء العالم حوالي 80 نوعًا موصوفًا من أشجار المنغروف تعيش على طول السواحل البحرية. حوالي 60 من هذه الأنواع عبارة عن غابات المنغروف الحقيقية التي تعيش فقط في منطقة المد بين المد العالي والمنخفض. "غطت أشجار المنغروف ذات يوم ثلاثة أرباع السواحل الاستوائية في العالم ، وكان جنوب شرق آسيا يستضيف أكبر تنوع. ويعيش 12 نوعًا فقط في الأمريكتين. وتتراوح أحجام أشجار المنغروف من الشجيرات الصغيرة إلى العملاقة التي يبلغ ارتفاعها 60 مترًا الموجودة في الإكوادور. الغابات ، تحتل الأنواع المختلفة منافذ مميزة. تلك التي يمكنها التعامل مع نقع المد والجزر تنمو في البحر المفتوح ، في الخلجان المحمية ، وفي الجزر الهامشية. يمكن العثور على الأشجار المتكيفة مع التربة الجافة والأقل ملوحة بعيدًا عن الخط الساحلي. تزدهر بعض أشجار المنغروف على طول ضفاف الأنهار بعيدًا عن اليابسة ، طالما أن تيار المياه العذبة يقابله المد والجزر في المحيط.

## النظام البيئي
يوفر النظام البيئي الفريد الموجود في الشبكة المعقدة من جذور المنغروف موطنًا بحريًا هادئًا للكائنات الشابة. في المناطق التي تكون فيها الجذور مغمورة بشكل دائم ، تشتمل الكائنات الحية التي تستضيفها على الطحالب ، والبرنقيل ، والمحار ، والإسفنج ، والطحالب ، والتي تتطلب جميعها سطحًا صلبًا للترسيخ أثناء ترشيحها للتغذية. يستخدم الروبيان والكركند الطيني القيعان الموحلة كمنزل لهم. يأكل سرطان المنغروف أوراق المنغروف ، ويضيف المغذيات إلى طين المنغال لمغذيات القاع الأخرى. في بعض الحالات على الأقل ، يكون تصدير الكربون المثبت في غابات المنغروف مهمًا في شبكات الغذاء الساحلية. تستضيف مزارع المنغروف العديد من الأنواع المهمة تجاريًا من الأسماك والقشريات.